# Municipio de Banderilla
El municipio de Banderilla es uno de los municipios que conforman el estado de Veracruz, está situado junto a la ciudad capital del estado Xalapa, conurbado con esta, en México, se ubica en la zona central del Estado en el eje neovolcánico, en las estribaciones últimas del Cofre de Perote, por lo que su topografía es irregular, pero sin accidentes de importancia. En las coordenadas 19° 35” latitud norte y 96° 56” longitud oeste, a una altitud de 1,600 m. s. n. m. El cerro de mayor consideración es La Martinica. La cabecera del municipio es la localidad de Banderilla.
La tradición señala que el municipio se llama así debido a que los ladrones colocaban una banderilla en la cumbre del cerro de la Martinica para señalar a sus cómplices el paso de cargamentos y carrozas con posibilidades de asalto por el camino real.
Limita al norte y noreste con Jilotepec, al este y sur con Xalapa, al suroeste y oeste con Rafael Lucio (San Miguel del Soldado).
Al municipio lo riegan pequeños ríos tributarios del río Sedeño, que a su vez es tributario del río Actopan. Su clima es frío-húmedo con una temperatura promedio de 18 °C; su precipitación pluvial media anual es de 1500 mm. Los ecosistemas que coexisten en el municipio son el de bosque caducifolio, con especies como el alamillo, palo barranco, álamo, aile, palo de baqueta, ancino, tepet, encino negro y rojo; donde se desarrolla una fauna compuesta por poblaciones de tejones, tlacuaches, zorrillos, conejos, armadillos y ardillas. Su riqueza está representada por minerales como gilsonita, cales y bauxita. Su suelo es de tipo coluviosol e in-situ derivado de roca volcánica y con poca susceptibilidad a la erosión. Se destina en su mayoría a la agricultura y la ganadería.
Banderilla es conocido por su gastronomía y por la elaboración de derivados del puerco.